# Rick Okon

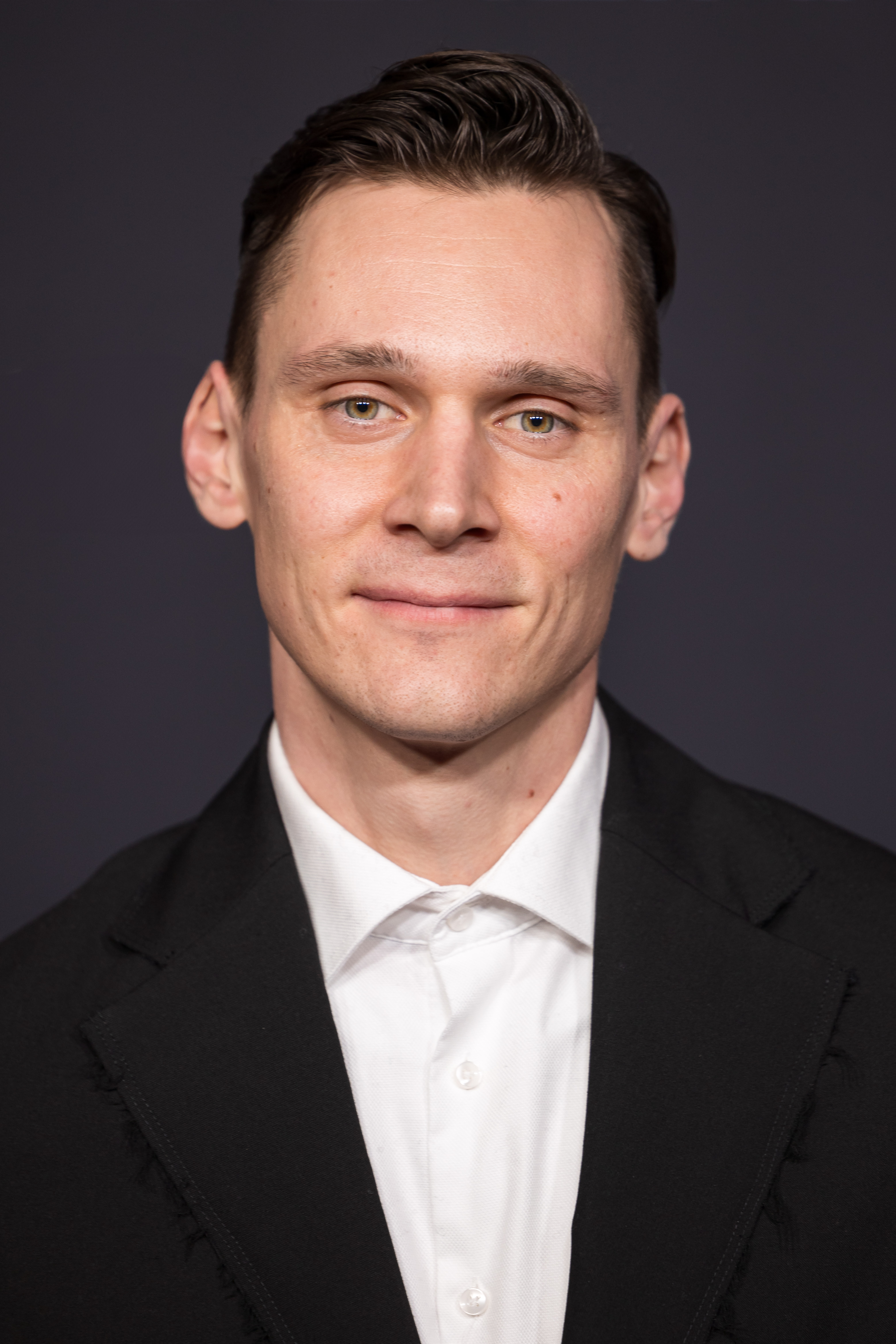
Rick Okon (2024)

Rick Okon (* 13. April 1989 in Schwedt/Oder) ist ein deutscher Schauspieler.

## Leben und Karriere
Rick Okon wuchs zunächst in Schwedt/Oder auf. Als er neun Jahre alt war, siedelte die Mutter mit ihm und seinem älteren Bruder nach Hamburg um, wo er 2009 sein Abitur am Gymnasium Rahlstedt ablegte. Ursprünglich wollte er Polizist werden, entschied sich jedoch ab 2005 Schauspielunterricht an der New Talent Schauspielschule in Hamburg zu nehmen. Nach dem Zivildienst studierte er von 2010 bis 2014 Schauspiel an der Filmuniversität Babelsberg Konrad Wolf in Potsdam, mit seiner Bachelorarbeit Autismus im Spielfilm machte er dort seinen Abschluss.
Im März 2007 war Okon erstmals im Fernsehen in der Folge Hallo Chef der Krimiserie Großstadtrevier in einer Nebenrolle als Autodieb zu sehen. Es folgten weitere Episodenrollen in Krimiserien, so in Einsatz in Hamburg und im Abschlussfall Und Tschüss des Tatort-Duos Casstorff und Holicek. Sein Filmdebüt gab er 2010 als Dennis in dem musikalischen Jugendfilm Rock It! unter der Regie von Mike Marzuk. Sabine Bernardi besetzte ihn 2011 in deren ersten Langspielfilm Romeos, wo er als Trans-Mann Lukas seine erste Hauptrolle verkörperte. Für diese Rolle wurde er 2013 beim Deutschen Schauspielerpreis als „bester Nachwuchsschauspieler“ nominiert.
2013 war Okon an der Seite von Gesine Cukrowski als eine ihrer Filmsöhne in Christoph Schrewes Fernsehdrama Fliegen lernen zu sehen. Im selben Jahr spielte er in Ein Schnitzel für alle der Filmreihe Schnitzel neben Armin Rohde und Ludger Pistor den Asperger-Autisten Hans. Seine dortige schauspielerische Leistung brachte ihm im Jahr 2014 eine Nominierung für den Günter-Strack-Fernsehpreis und der Deutschen Akademie für Fernsehen nominiert. Von 2015 bis 2016 spielte er in der kanadisch-ungarische Agenten-Thrillerserie X Company die Rolle des Rolf Bauer und wurde dafür bei den Canadian Screen Awards als „Bester Schauspieler in einer Gastrolle“ nominiert. In Sherry Hormanns Fernsehfilm Operation Zucker: Jagdgesellschaft, der auf wahren Begebenheiten basiert und den Kinderhandel in Deutschland thematisiert, übernahm er die Rolle des jungen Victor, der von klein auf nur auf der Straße lebt und sich nur auf seinen loyalen Hund Gogol verlassen kann.

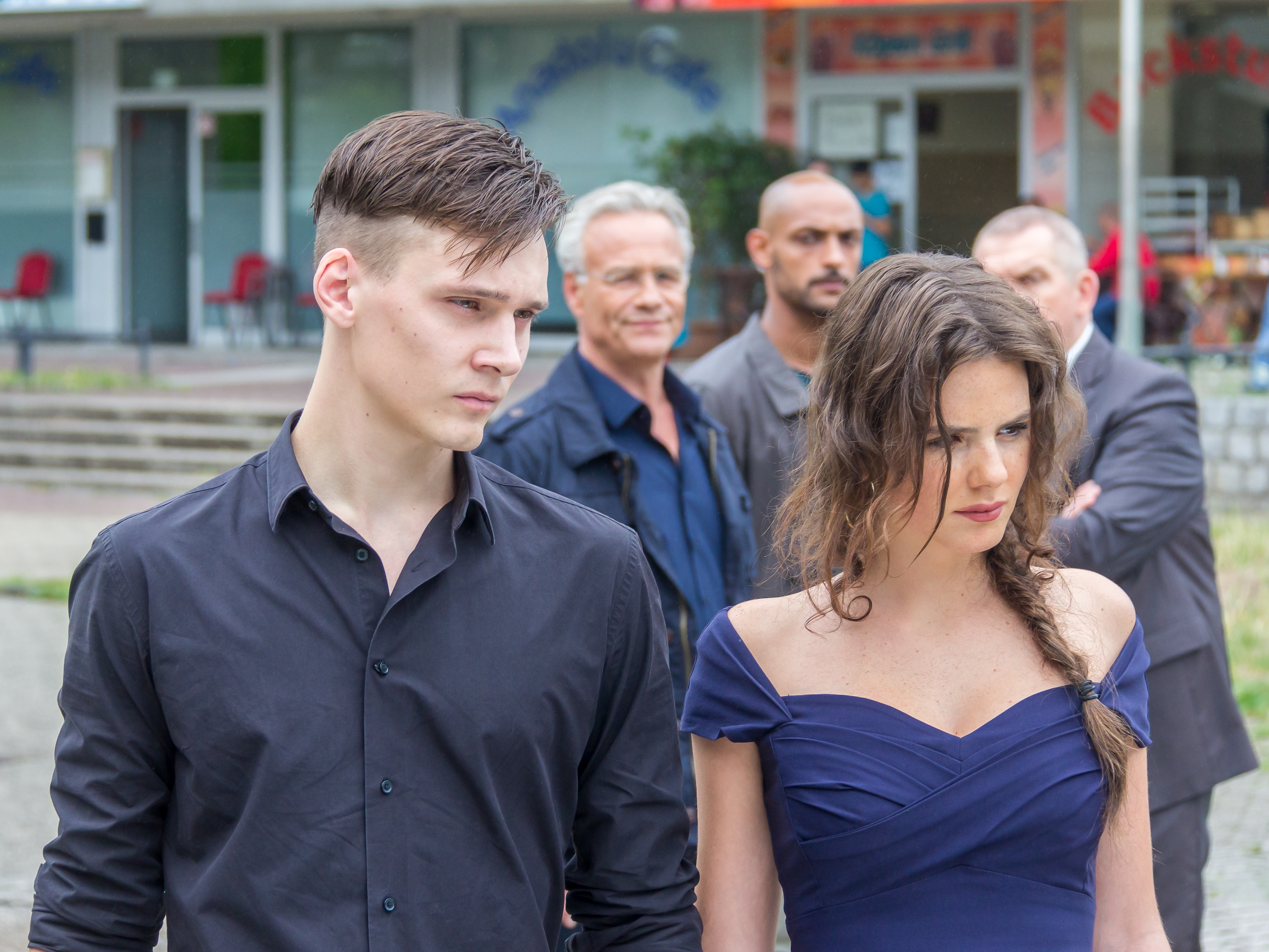
Okon während Dreharbeiten zum Tatort: Kartenhaus (2015)

Nachdem Okon bereits ab 2008 in mehreren Folgen der ARD-Kriminalfilmreihe Tatort gastierte,  gehörte er von Februar 2018 bis Februar 2024 als Kriminalhauptkommissar Jan Pawlak zum festen Ermittlerteam im Dortmunder Tatort. Von 2018 bis 2023 spielte Okon in der Fernsehserie Das Boot von Sky Deutschland die Rolle des Kapitänleutnants Klaus Hoffmann. 2020 spielte er in der sechsteiligen deutschen Miniserie Die verlorene Tochter des Regisseurs Kai Wessel die Rolle des Brauereisohns Philipp von Gems, dessen Schwester Isa (Henriette Confurius) bereits seit zehn Jahren vermisst wird. In der ZDFneo-Fernsehserie Love Sucks spielte er 2024 neben Havana Joy Braun und Damian Hardung als Vampir Theo von Greifenstein eine der Hauptrollen.
Okon ist mit der Schauspielerin und Moderatorin Amy Mußul (* 1991) liiert. Das Paar lebt in Berlin.

## Filmografie

### Filme
- 2010: Rock It! (Kino)
- 2011: Romeos (Kino)
- 2012: Somewhere else (Kurzfilm)
- 2012: Bissige Hunde
- 2012: Alles Bestens
- 2012: Stufe Drei (Kurzfilm)
- 2013: Fliegen lernen
- 2013: Wechselspiel (Kino)
- 2014: Ein Geschenk der Götter (Kino)
- 2014: Talfallzug (Kurzfilm)
- 2016: Operation Zucker: Jagdgesellschaft
- 2017: Die Unsichtbaren – Wir wollen leben (Kino)
- 2018: Wo kein Schatten fällt
- 2021: Niemand ist bei den Kälbern (Kino)

### Fernsehserien und -reihen
- 2007: Großstadtrevier (Folge 21×04: Hallo Chef)
- 2008: Einsatz in Hamburg – Tödliches Spiel (Fernsehreihe)
- 2008: Tatort – Und Tschüss (Fernsehreihe)
- 2009: Krimi.de (Folge 6×01: Coco unter Verdacht)
- 2009: Unter anderen Umständen: Auf Liebe und Tod (Fernsehreihe)
- 2010: Die Pfefferkörner (Folge 7×09: Die Schuldenfalle)
- 2011: Stubbe – Von Fall zu Fall: Querschläger (Fernsehreihe)
- 2011: Bella Block – Der Fahrgast und das Mädchen (Fernsehreihe)
- 2012: Kommissar Stolberg (Folge 11×04: Klassenkampf)
- 2012: Flemming (Folge 3×04: Panikraum)
- 2013–2017: Letzte Spur Berlin (verschiedene Rollen, 3 Folgen)
- 2013: Schnitzel – Ein Schnitzel für alle (Fernsehreihe)
- 2013: Tatort – Freunde bis in den Tod (Fernsehreihe)
- 2014: SOKO Köln (Folge 10×14: Der Anwalt und der Kommissar)
- 2014: Heldt (Folge 2×05: Schmerzensgeld)
- 2014: Küstenwache (Folge 16×20: Täuschungsmanöver)
- 2014: Schmidt – Chaos auf Rezept (Folge 1×07: Wahnsinn)
- 2014: Die Chefin (Folge 4×01: Hinterhalt)
- 2014: Helen Dorn – Unter Kontrolle (Fernsehreihe)
- 2015: Schuld nach Ferdinand von Schirach (Folge 1×06: Volksfest)
- 2015: In aller Freundschaft – Die jungen Ärzte (Folge 1×16: Der Richtige)
- 2015: Der Alte (Folge 44×02: Vaterliebe)
- 2015: Notruf Hafenkante (Folge 10×05: Die unüblichen Verdächtigen)
- 2015: Mordkommission Istanbul: Ausgespielt (Fernsehreihe)
- 2015: Kommissarin Heller: Schattenriss (Fernsehreihe)
- 2015–2016: X Company (3 Folgen)
- 2015–2016: SOKO Leipzig (verschiedene Rollen, 3 Folgen)
- 2016: Die Stadt und die Macht (5 Folgen)
- 2016: Dresden Mord: Nachtgestalten (Fernsehreihe)
- 2016: Spreewaldkrimi: Spiel mit dem Tod (Fernsehreihe)
- 2016: Tatort – Kartenhaus (Fernsehreihe)
- 2017: Laim und die Zeichen des Todes (Fernsehreihe)
- 2017: Marie Brand und der Liebesmord (Fernsehreihe)
- 2017: Der Kriminalist (Folge 12×05: Schattenmädchen)
- 2017: Wilsberg – Straße der Tränen (Fernsehreihe)
- 2017: Über die Grenze: Alle auf eine Karte (Fernsehreihe)
- 2017: Lobbyistin (6 Folgen)
- 2018: Stralsund – Das Phantom (Fernsehreihe)
- 2018–2023: Das Boot (24 Folgen)
- 2018–2024: Tatort (Fernsehreihe) → siehe Episodenliste
  - 2018: Tollwut
  - 2018: Tod und Spiele
  - 2019: Zorn
  - 2019: Inferno
  - 2020: Monster
  - 2020: In der Familie (Zweiteiler)
  - 2021: Heile Welt
  - 2021: Masken
  - 2022: Gier und Angst
  - 2022: Liebe mich
  - 2022: Du bleibst hier
  - 2023: Love is Pain
  - 2024: Cash
- 2020: Die verlorene Tochter (6 Folgen)
- 2024: Love Sucks (7 Folgen)

## Nominierungen und Auszeichnungen

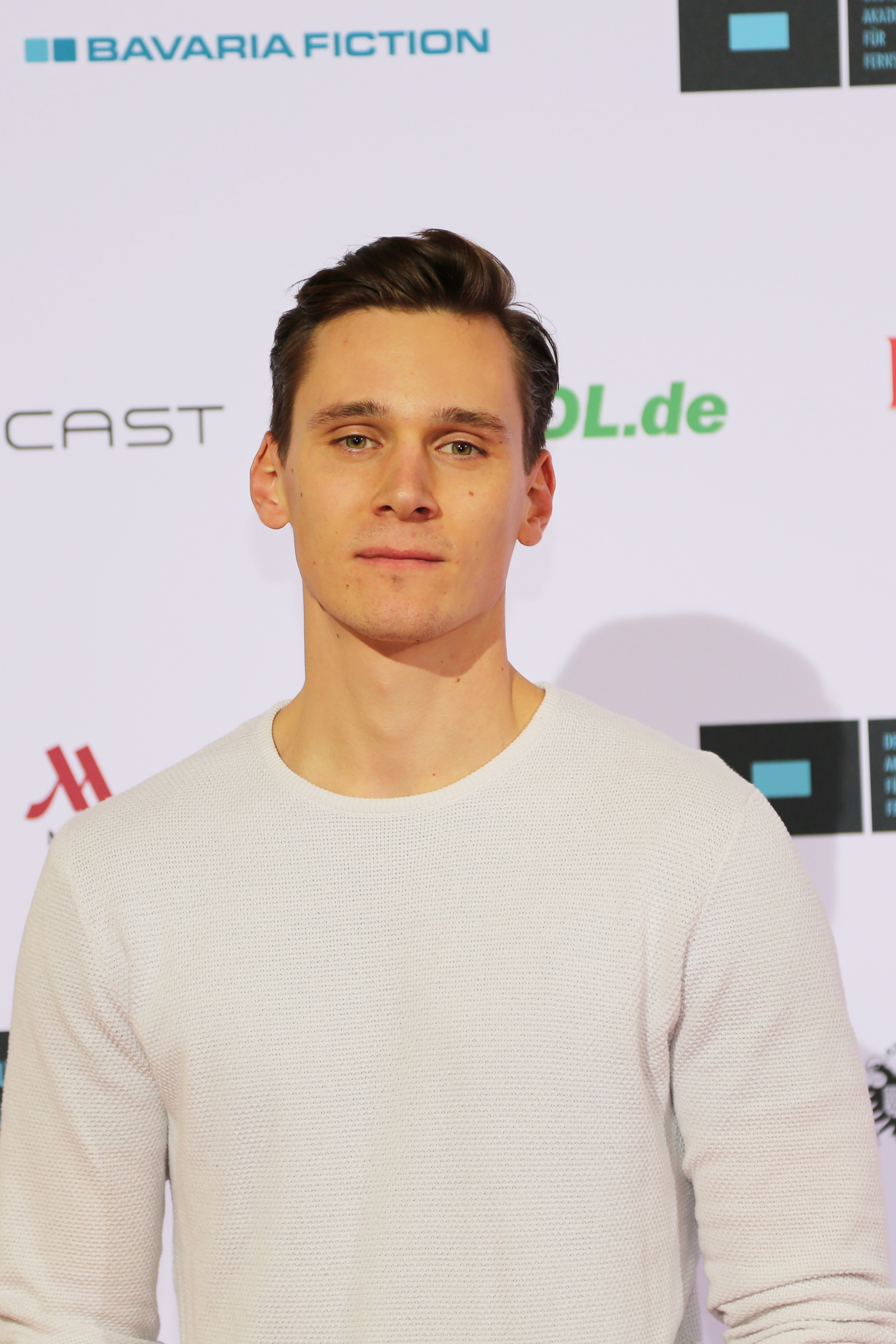
Rick Okon (2017)

- 2013: Deutscher Schauspielerpreis: Nominierung in der Kategorie Nachwuchs für Romeos
- 2013: Max Ophüls Festival – Nominierung Bester Nachwuchsschauspieler für Stufe Drei und Bissige Hunde
- 2014: Günter-Strack-Fernsehpreis – Nominierung Bester Darsteller für Ein Schnitzel für alle
- 2014: Preis der Deutschen Akademie für Fernsehen – Nominierung Bester Nebendarsteller für Ein Schnitzel für alle
- 2014: Deutscher Comedypreis – Beste TV Komödie für Ein Schnitzel für alle
- 2015: Deutscher Schauspielerpreis: Bestes Ensemble für Ein Geschenk der Götter
- 2016: Canadian Screen Awards – Nominierung Bester Schauspieler in einer Gastrolle für X Company